# Ньютон (Айова)
Ньютон (англ. Newton) — місто (англ. city) в США, в окрузі Джеспер штату Айова. Населення — 15 760 осіб (2020).

## Географія
Ньютон розташований за координатами 41°41′47″ пн. ш. 93°2′26″ зх. д. / 41.69639° пн. ш. 93.04056° зх. д. (41.696527, -93.040466).  За даними Бюро перепису населення США в 2010 році місто мало площу 28,97 км², уся площа — суходіл.

## Демографія
Згідно з переписом 2010 року, у місті мешкали 15 254 особи в 6668 домогосподарствах у складі 4047 родин. Густота населення становила 526 осіб/км².  Було 7339 помешкань (253/км²).
Расовий склад населення:
| - 96,7 % — білих - 0,7 % — чорних або афроамериканців - 0,6 % — азіатів - 0,3 % — корінних американців |

До двох чи більше рас належало 1,2 %. Частка іспаномовних становила 1,7 % від усіх жителів.
За віковим діапазоном населення розподілялося таким чином: 22,7 % — особи молодші 18 років, 58,0 % — особи у віці 18—64 років, 19,3 % — особи у віці 65 років та старші. Медіана віку мешканця становила 41,6 року. На 100 осіб жіночої статі у місті припадало 91,4 чоловіків;  на 100 жінок у віці від 18 років та старших — 87,6 чоловіків також старших 18 років.
Середній дохід на одне домашнє господарство  становив 57 015 доларів США (медіана — 46 512), а середній дохід на одну сім'ю — 70 717 доларів (медіана — 65 179). Медіана доходів становила 43 259 доларів для чоловіків та 29 697 доларів для жінок. За межею бідності перебувало 13,5 % осіб, у тому числі 18,2 % дітей у віці до 18 років та 9,0 % осіб у віці 65 років та старших.
Цивільне працевлаштоване населення становило 6694 особи. Основні галузі зайнятості: освіта, охорона здоров'я та соціальна допомога — 23,0 %, виробництво — 18,7 %, роздрібна торгівля — 12,2 %, мистецтво, розваги та відпочинок — 8,8 %.